# Sixtymile-Formation
Die Sixtymile-Formation ist die unterste Formation der kambrischen Tonto Group im Südwesten der Vereinigten Staaten von Amerika. Sie wurde im Zeitraum 527 bis 508 Millionen Jahre abgelagert (Kambrium – Terreneuvium, 2. Stufe sowie 2. Serie, 3. und 4. Stufe).

## Etymologie
Die Sixtymile-Formation ist nach dem Sixtymile Canyon, einem rechten Seitental des Colorado River, benannt. Das Canyon erhielt seinerseits seinen Namen von der an der Flussmeile 60 (Englisch Sixty Mile) des Colorado gelegenen Mündungsstelle.

## Vorkommen

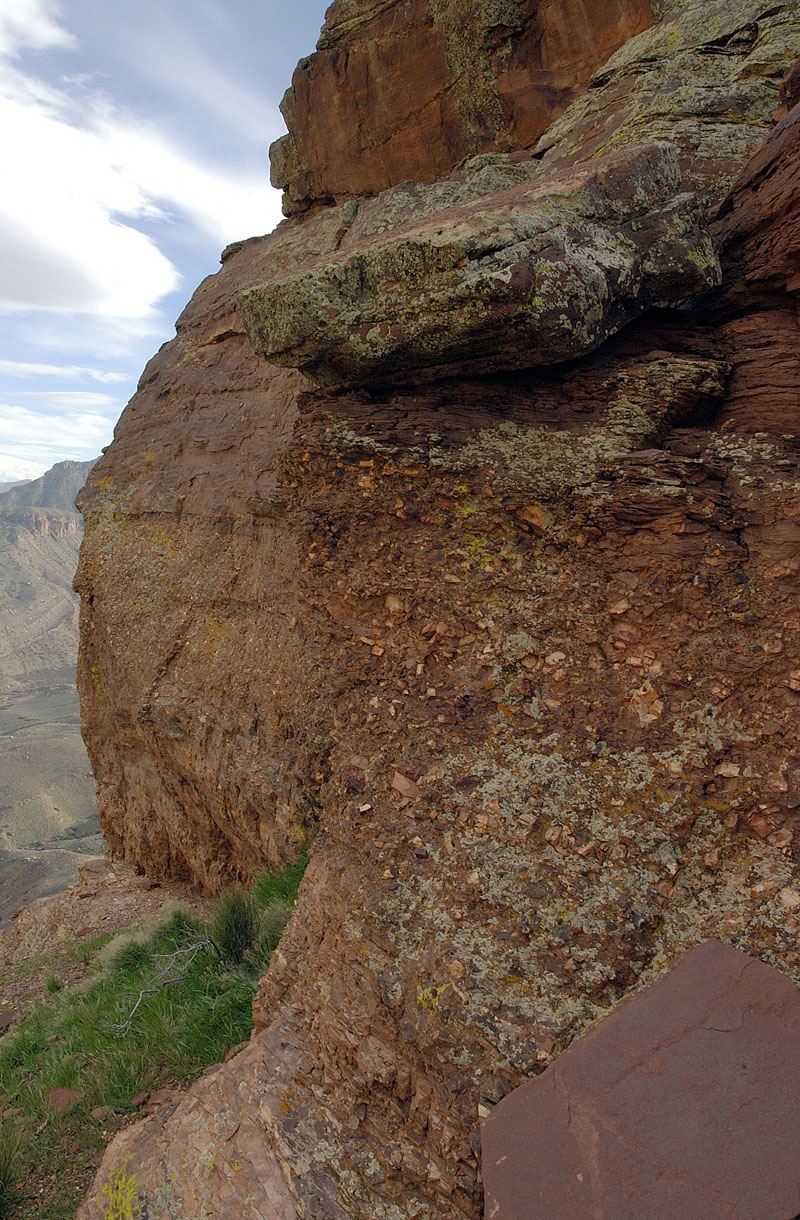
Die Sixtymile-Formation in der Chuar-Synklinale des Grand Canyons

Das Vorkommen der Sixtymile-Formation ist auf die Chuar-Synklinale im Chuar Valley des Grand Canyons beschränkt. Neben den Aufschlüssen im Sixtymile Canyon erscheint die Formation noch im Awatubi Canyon und auf dem Nankoweap Butte. Die Chuar-Synklinale ist eine asymmetrische, Nord-bis Nordnordwest-streichende Muldenstruktur, deren Ostflanke in unmittelbarer Nähe der Butte Fault wesentlich steiler nach Westen  einfällt als ihre Westflanke nach Osten. Ihre Muldenachse verläuft in etwa 500 bis 1000 Meter Abstand mehr oder weniger parallel westlich der Butte Fault. Dies lässt eine genetische Beziehung zwischen Mulde und Störung vermuten. Die Muldenachse zeigt sowohl Nord- als auch Süd-gerichtetes Abtauchen.

## Erstbeschreibung
Die Sixtymile-Formation wurde zum ersten Mal im Jahr 1972 von Trevor D. Ford, William J. Breed und J. W. Mitchell wissenschaftlich beschrieben. Ein Jahr später wurde sie von den Autoren offiziell als Sixty Mile Formation bezeichnet und als oberstes Schichtglied der Chuar Group angesehen. Sie legten ein Typusprofil in Wänden auf der Nordseite des oberen Sixtymile Canyons fest, in welchen die Formation als Brekzien und Sandsteine aufgeschlossen ist. Später wurde der Name dann zu Sixtymile abgeändert.

## Stratigraphie
Die maximal 60 Meter mächtige Sixtymile-Formation überlagert konform das Walcott-Member (manchmal fälschlicherweise auch Walcott-Formation) der Kwagunt-Formation aus der Chuar Group. Die einstige Gesamtmächtigkeit der Formation kann aufgrund der erosiven Entfernungen im Hangendmember nicht angegeben werden. Der Wechsel von schwarzen Schiefertonen des Walcott Members hin zu roten Sandsteinen der Sixtymile-Formation erfolgt in einem 1,5 Meter mächtigen Intervall graduell. In diesen Übergangsschichten und in den laminierten roten Sandsteinen der untersten Sixtymile-Formation fehlen Bruchstücke und Exotika vollständig – ganz im Gegensatz zu etwas höheren Lagen in der Sixtymile-Formation. Der Übergang von der Chuar Group zur Sixtmile-Formation war daher offenbar kontinuierlicher Natur.
Der Hangendkontakt zum Tapeats Sandstone ist innerhalb der Chuar-Synklinale eine Diskordanz, die seitwärts in eine Winkeldiskordanz mit 6 bis 10° Einfallswinkel übergeht. Die Winkeldiskordanz folgt einer unregelmäßigen, hügeligen Oberfläche. Im Sixtymile Canyon wurde das wenig resistente Hangendmember der Sixtymile-Formation vor Ablagerung des Tapeats Sandstone praktisch überall – abgesehen vom Muldeninneren der Chuar-Synklinale – erosiv entfernt. Der Mittelabschnitt der Sixtymile-Formation widerstand jedoch weitgehend der Erosion, so dass sich insgesamt ein Internrelief von 20 bis 30 Meter herausbilden konnte.
Innerhalb der Sixtymile-Formation können drei Member ausgeschieden werden:
- Hangendmember bestehend aus brekzienhaltigen Sandsteinen und Konglomeraten – 12 Meter
- Mittelabschnitt aus cherthaltigen Quarziten – 25 Meter
- Liegendmember aus roten Siltsteinen, Sandsteinen und Brekzien – 22 bis 27 Meter

Das Liegendmember besteht aus einer heterogenen Mixtur laminierter, hämatitischer Sandsteine, aus dünnlagigen, glimmerhaltigen Sandsteinen mit Gesteinsbruchstücken, aus monomikten und polymikten Brekzien und aus weichen, dünnlagigen, sandigen Siltsteinen. Die individuellen Lagen sind nicht durchhaltend, örtlich begrenzt und gehen oft ineinander über. Eingeglittene Dolomitblöcke aus dem unterlagernden Walcott Member sind ebenfalls vorhanden.
Der Mittelabschnitt ist aus einem dünnlagigen, eng laminierten, sehr feinkörnigen, cherthaltigen Quarzit aufgebaut. Dieser laminierte Quarzit zeigt mäßigen Faltenbau, wobei die Fältelungen der Lamina Rutschungen in Richtung der Chuar-Muldenachse zu erkennen geben. Chert ist insbesondere im Mittelabschnitt recht häufig vorhanden. So finden sich beispielsweise im Zentralteil des Mittelabschnitts zahlreiche diskontinuierliche, kreideweiße Chertlagen. Das  Liegende des Mittelabschnitts ist violettrot, weiter oben cremerot. Es ist erosionsresistent und somit steilwandbildend. Der Kontakt zum Hangendmember ist scharf und diskordant. Die basalen Sandsteine des Hangendmembers schneiden sich rund 1,5 Meter tief in die Schichten des Mittelabschnitts ein. Konglomerate des Hangendmembers liegen ebenfalls diskordant auf dem Mittelabschnitt.
Das Hangendmember besteht aus einem feinkörnigen, fluviatilen, teils schräggeschichteten Sandstein (auch als Fanglomerat ausgebildet), der in Richtung Muldenmitte abrupt in ein sandiges Konglomerat übergeht. Letzteres ist nur in einem engen trogförmigen Areal im Zentrum der Chuar-Synklinale erhalten geblieben. Der Sandstein ist hellrot bis braun gefärbt und führt Gesteinsbruchstücke. Unter den Bruchstücken findet sich kreideweißer cherthaltiger Quarzit des Mittelabschnitts. An der Basis des Hangendmembers tritt ein massives, kastanienbraun verwitterndes Konglomerat auf, welches sich seitwärts mit dem Sandstein verzahnt.

## Ablagerungsmilieu
Die in der Sixtymile-Formation abgelagerten Schichten tradieren die Ansammlung der Sedimente entlang einer aktiven Verwerfung. Die Sand- und Siltsteine des Liegendmembers wurden wahrscheinlich in einem See abgesetzt, dessen Becken durch die Subsidenz der Chuar-Synklinale entstanden war. Die Brekzien und die Dolomitblöcke dürften aus katastrophalen Hangrutschungen hervorgegangen sein, welche durch Bewegungen an einer aktiven Störung der Butte Fault ausgelöst wurden. Die Sedimente des Mittelabschnitts wurden ebenfalls im stillen Wasser eines Sees an der Muldenachse der Chuar-Synklinale abgelagert, wie aus den sehr feinen Korngrößen, der regelmäßigen, dünnlagigen Schichtung und den Chertlagen zu erkennen ist. Die feinkörnigen fluviatilen Sandsteine, Fanglomerate und Konglomerate des Hangendmembers wurden von einem die Chuar-Synklinale durchziehenden Strom zurückgelassen. Insgesamt liefert die Sixtymile-Formation den eindeutigen Hinweis für dramatische Vorgänge entlang des Störungssystems der Butte Fault.

## Alter
Da die Sixtymile Formation über keinerlei Fossilien verfügt, kann sie nur relativ stratigraphisch eingeordnet oder muss radiometrisch datiert werden.
So wurde beispielsweise im Jahr 2000 eine vulkanische Aschenlage des obersten Walcott Members der Chuar Group mittels der Uran-Blei-Methode an Zirkonen auf 742 ± 6 Millionen Jahre datiert. Die Aschenlage liegt 1 Meter unterhalb des Kontakts zur Sixtymile Formation, weswegen die Formation jünger als 742 Millionen Jahre sein muss. Die Chuar Group wurde im Zeitraum 782 bis 729 Millionen Jahren sedimentiert.
Im Jahr 2018 konnten Karl Karlstrom und Kollegen detritische Zirkone der Sixtymile-Formation ebenfalls mit der U-Pb-Methode datieren. Hierbei fanden sie kambrische Alter zwischen 520 und 509 Millionen Jahren. Die Sixtymile-Formation ist somit als unterste Formation der Tonto Group anzusehen. Ihre Sedimente akkumulierten als lakustrine, fluviatile und flachmarine Fazies, die in engen störungsbedingten Becken präserviert wurden – zeitgleich mit Schichten der unteren Tonto Group im westlichen Grand Canyon und in der Umgebung des Lake Mead.
Die neueste Untersuchung von Karl Karlstrom im Jahr 2020 konnte anhand von detritischen Zirkonen folgende maximalen Ablagerungsalter (maximal depositional age – MDA) für die Sixtymile-Formation liefern: für das Liegendmember 527,41 ± 0,36 Millionen Jahre, für den Mittelabschnitt 526,65 ± 0,45 Millionen Jahre und für das Hangendmember 508,19 ± 0,39 Millionen Jahre.

### Provenanz
Die Sixtymile-Formation zeigt eindeutig Inkorporierungen des unterlagernden Walcott-Members der Chuar Group. Neben Zirkonen mit kambrischen Alter erscheinen deutliche Peaks um 1100 (1081), um 1430 (1428) und um 1700 (1690) Millionen Jahren. Als Kandidaten für die kambrischen Alter kommen die Florida Mountains in New Mexico (510 ± 5 Millionen Jahre alter Granit), die Wet Mountains in Colorado (535 bis 511 Millionen Jahre alter alkalischer Magmatismus) und die Wichita Mountains im südlichen Oklahoma (535 bis 525 Millionen Jahre alte Magmatite) in Frage. Zu bemerken ist, dass die meso- bis paläoproterozoischen Alter des metamorphen Grundgebirges erst in Zirkonen des höheren Abschnitts der Sixtymile-Formation auftreten.

## Tektonik
Die Sixtymile-Formation manifestiert Winkeldiskordanzen und auch Deformationsstrukturen im unverfestigten Sediment wie beispielsweise Sandsteingänge. Bedingt durch die oben angeführte Neudatierung der Formation ins Kambrium ist daher von einer bislang unbekannten Phase mit intrakratonischer Bruchtektonik und epirogenetischen Bewegungen auszugehen, welche mindestens drei kambrische Stufen überdauerte. Die Heraushebung der Chuar-Synklinale entlang der reaktivierten Butte Fault erfolgte während der Laramischen Gebirgsbildung zwischen 75 und 55 Millionen Jahren (mit einem Versatz von rund 900 Meter). Die Butte-Fault ist eine alte Verwerfung des Neoproterozoikums mit einem Versatz von 1500 Meter (Absenkung des Westabschnitts). Sie hatte synsedimentären Charakter und war während der gesamten Ablagerungszeit der Chuar-Sedimente aktiv – vom Tanner Member der Galeros-Formation bis zum Walcott Member der Kwagunt-Formation, d. h. zwischen 782 und 729 Millionen Jahren. Aber auch später im Kambrium beeinflusste sie die Sedimentation der Sixtymile-Formation auf eindringlichste Weise.
Die zahlreichen Gleitungen und Unterwasser-Rutschungen der beiden unteren Member der Sixtymile-Formation legen nahe, dass ihre Sedimentation in von Störungen kontrollierten Becken während einer ersten bedeutenden Reaktivierung der Butte Fault erfolgt war. Diese in etwa 530 bis 520 Millionen Jahre alten Störungsbecken hatten sich im Verlauf der Sauk-Megasequenz, genauer während Sauk I gebildet. Vergleichbare Sauk I-Folgen finden sich auch anderweitig in der Nähe des Grand Canyons.